# Ганиська
Ганиська або Ганіска (словац. Haniska) — село в Словаччині, Пряшівському окрузі Пряшівського краю. Розташоване в центральній частині східної Словаччини, у північній частині Кошицької улоговини в долині Ториси на південь від Пряшева.
Уперше згадується у 1288 році.
У селі є римо-католицький костел з 1750 року в стилі пізнього бароко та дві палац—садиби, з другої половини 19 століття в стилі пізнього класицизму і з початку 20 століття в стилі сецесії.

## Населення
| Рік:            | 1994. | 2004.    | 2014.    | 2024.    |
| --------------- | ----- | -------- | -------- | -------- |
| Кількість осіб: | 514   | 586      | 677      | 745      |
| Різниця:        |       | +14,00 % | +15,52 % | +10,04 % |

| Рік:            | 2023. | 2024.   |
| --------------- | ----- | ------- |
| Кількість осіб: | 734   | 745     |
| Різниця:        |       | +1,49 % |

У селі проживає 679 осіб.